# Strongylognathus
Strongylognathus – rodzaj mrówek należący do podrodziny Myrmicinae, opisany przez Mayra w 1853 r. Obejmuje 26 gatunków.

## Gatunki
- Strongylognathus afer  Emery, 1884
- Strongylognathus alboini  Finzi, 1924
- Strongylognathus alpinus  Wheeler, 1909
- Strongylognathus arnoldii  Radchenko, 1985
- Strongylognathus caeciliae  Forel, 1897
- Strongylognathus cecconii  Emery, 1916
- Strongylognathus chelifer  Radchenko, 1985
- Strongylognathus christophi  Emery, 1889
- Strongylognathus dalmaticus  Baroni Urbani, 1969
- Strongylognathus destefanii  Emery, 1915
- Strongylognathus emeryi  Menozzi, 1921
- Strongylognathus foreli  Emery, 1922
- Strongylognathus huberi  Forel, 1874
- Strongylognathus insularis  Baroni Urbani, 1968
- Strongylognathus italicus  Finzi, 1924
- Strongylognathus karawajewi  Pisarski, 1966
- Strongylognathus kervillei  Santschi, 1921
- Strongylognathus koreanus  Pisarski, 1966
- Strongylognathus kratochvili  Silhavy, 1937
- Strongylognathus minutus  Radchenko, 1991
- Strongylognathus palaestinensis  Menozzi, 1933
- Strongylognathus pisarskii  Poldi, 1994
- Strongylognathus rehbinderi  Forel, 1904
- Strongylognathus ruzskyi  Emery, 1909
- Strongylognathus silvestrii  Menozzi, 1936
- Strongylognathus testaceus  Schenck, 1852 Sierpnica płowa